# 白露型駆逐艦
白露型駆逐艦（しらつゆがたくちくかん）は、大日本帝国海軍の一等駆逐艦の艦級である。初春型駆逐艦の準同型艦ともいえる艦級であった。なお、一番艦の白露から五番艦の春雨までは有明型駆逐艦（ありあけがたくちくかん）に類別されていた時期もあった。

## 概要
当初「①計画」で1,400トン型駆逐艦12隻の建造予定であったが、竣工した初春型一番艦「初春」、二番艦「子日」は過大な武装のため重心上昇が判明し、初春型の建造は起工済みの6隻で打ち切られた。1,400トン型の残り6隻は設計を改めることを決定、更に友鶴事件が発生して設計を一からやり直し、初春型の改良型として建造されたのが「一等白露型」であった。
計画番号はF45D(初春はF45)。設計は初春型より復元性能を向上させ、性能改善後の初春型より速力を回復させることが主眼とされた。機関は初春型と同一、船体は全くの別設計とした。主砲配置は改装後の初春型と同じであるが、魚雷は初春型(改装後)の6門では少ないとされ、海軍初の4連装魚雷発射管を2基装備し8射線を確保した。船体は電気溶接できるDS鋼の一部を使用し、溶接の使用範囲を広げて軽量化を図った。またバラストの代わりとして艦底外板を厚くして重心を下げ、同時に船体強度の強化も図った。建造中に発生した第四艦隊事件により本型も船体補強対策が施された。電気溶接が多用されていたので、吹雪型（特型）駆逐艦に次いで大がかりな工事だったという。
続く「②計画」では同じ1,400トン型駆逐艦14隻を建造する予定だったが、主機などが手配済みだった4隻で本型の建造を中止し、残り10隻はより大型の朝潮型駆逐艦の建造に着手することとなる。結局本型は①計画、②計画合わせて10隻となった。
なお、初春・白露両型は共に規定排水量をオーバーしているが、このことは諸外国には伏せられていた。
戦後、海上自衛隊初の国産護衛艦として設計されたはるかぜ型護衛艦のタイプシップの一つとなった。
艦艇類別等級別表においては、1933年（昭和8年）12月15日、有明と夕暮は初春型から外され、白露、時雨、村雨とともに有明型駆逐艦として新設された。1934年（昭和9年）10月13日、さらに夕立と春雨も追加されるが、夕暮までと白露以降は設計が変更されており船体構造も大きく異なることから、同年11月19日、有明と夕暮は初春型に復され、有明型は白露型と改められた。

## 白露改型（海風型駆逐艦）
第二次軍備補充計画(通称「②計画」)で計画された海風以降の4艦は設計が改められ、白露改型もしくは海風型と呼ばれることもある。海風型駆逐艦は、設計段階までは実際に使用されたものの、最終的には「白露型駆逐艦」に類別されることになった。
白露型(①計画艦6隻)と兵装、性能は同じだが、船体構造などが変更されている。船体での電気溶接の範囲を更に広げて軽量化が図られた。しかし4隻の起工前後に第四艦隊事件が起こり、電気溶接範囲の制限や船体強度の検討を再度おこなって設計を新しくし、工事を再開した。
外観の特徴の一つとして艦橋形状が変更された。これは以降の艦橋の標準型を決めるため、「海風」建造時に羅針艦橋より上の実物大模型を製作して決定、朝潮型、陽炎型の艦橋も似た形状となった。
対空用に採用した40mm単装機銃2挺は、改白露型では13mm連装機銃2基に改めたとされる。しかし「海風」の公試時の写真には40mmらしい機銃が写っているなどはっきりしない。また25mm連装機銃2基を搭載したとする文献もある。

## 兵装

### 主砲
12.7cm連装砲C型2基、同単装B型1基を装備した。これらは最大仰角55度だった(それ以前は75度)。なお白露は単装砲にA型改1を仰角55度に変更したものを搭載した。また夕立の1番連装砲は写真よりB型改2であることが判明している。
配置は改装後の初春型と同様、船首楼甲板に連装砲1基、艦尾上甲板上に単装1基、連装1基を背中合わせで搭載した。大戦後半になり機銃増備のため単装砲は撤去された。

### 機銃
25mm連装機銃2基の搭載を計画したが、上述したとおり竣工時は40mm単装機銃2挺もしくは13mm連装機銃2基だった。1942年末に九六式二十五粍高角機銃2基と交換、代償重量として予備魚雷2本と格納庫を撤去するよう通達された。その他に艦橋前に25mm連装機銃1基、主砲1基を撤去し25mm3連装機銃1基を装備してあ号作戦時には合計25mm3連装3基、同連装1基となった（白露の例）。残存していた時雨と五月雨にはその後さらに単装機銃が装備され、時雨ではそのために搭載艇の一部を降ろしている。

### 水雷兵装
日本海軍の駆逐艦で初めて4連装発射管を装備する。改装後の初春型の6射線(3連装2基)では命中の公算が低くなるとして用兵側が8射線を要求、3連装発射管と同じ重量の4連装発射管を開発するという約束で(実際には重量オーバー)、4連装2基の搭載が決定した。当初魚雷は九〇式魚雷だったが、開戦前に九三式魚雷搭載に改造したといわれている。魚雷本数は昭和18年時点で14本または12本となっている。何時の時点で(予備)魚雷が減らされたかは不明である。
初春型から搭載された次発装填装置も搭載され、そのため後部上構は後部マストと共に右舷に寄せられている。また発射管への情報伝達は伝声管をやめ、電話が使われるようになった。
爆雷は大戦中に36個に増備したという。「一般計画要領書」によると計画は九一式爆雷36個、昭和18年の時点で九五式爆雷18個または10個になっている。

### その他
レーダーは1943年以降、前マストに22号電探を装備、その後13号電探も装備したものと思われる。「あ号作戦後の兵装増備の状況調査」によると、時雨、五月雨は昭和19年後半の時点で前マストトップに13号電探を搭載した。
水中探信儀は1940年の時点で装備されているが竣工時からの装備かどうかは不明。水中聴音機は開戦後の装備のようである。

## 同型艦
白露 [II]（しらつゆ）
竣工1936年8月20日（佐世保工廠） 戦没1944年6月15日
時雨 [II]（しぐれ）
竣工1936年9月7日（浦賀船渠） 戦没1945年1月24日
村雨 [II]（むらさめ）
竣工1937年1月7日（藤永田造船所） 戦没1943年3月5日
夕立 [II]（ゆうだち／ゆふだち）
竣工1937年1月7日（佐世保海軍工廠） 戦没1942年11月13日
春雨 [II]（はるさめ）
竣工1937年8月26日（舞鶴工作部） 戦没1944年6月8日
五月雨（さみだれ）
竣工1937年1月29日（浦賀船渠） 戦没1944年8月26日
海風 [II]（うみかぜ）
竣工1937年5月31日（舞鶴工作部/舞鶴海軍工廠） 戦没1944年2月1日
山風 [II]（やまかぜ）
竣工1937年6月30日（浦賀船渠） 戦没1942年6月23日
江風 [III]（かわかぜ／かはかぜ）
竣工1937年4月30日（藤永田造船所） 戦没1943年8月6日
涼風（すずかぜ）
竣工1937年8月31日（浦賀船渠） 戦没1944年1月25日

## 駆逐隊の変遷
初期2隻は後期初春型2隻と駆逐隊を組み、残りの8隻はそれぞれ4隻で駆逐隊を編成した。

### 第九駆逐隊→第二十七駆逐隊
横須賀鎮守府籍の白露・時雨と初春型の有明・夕暮で編成。1934年（昭和9年）3月1日で解隊した楢型駆逐艦4隻からなる先代に続く四代目の第九駆逐隊である。1938年（昭和13年）12月15日付で佐世保鎮守府の樅型駆逐艦からなる先代第二十七駆逐隊が舞鶴要港部第三十四駆逐隊に転出し、入れ替わりに佐世保に転籍したため、三代目の第二十七駆逐隊となる。白露型の竣工が遅れたために編成には1年半もかかったが、白露・時雨の就役に先駆け、改初春型2隻で一水戦に編入されている。太平洋戦争中は、蘭印攻略・インド洋機動作戦・珊瑚海海戦・ミッドウェー海戦と広範囲で活動し、第二段侵攻作戦のため第四水雷戦隊に転籍して鼠輸送や第三次ソロモン海戦等のソロモン諸島攻防戦に従事した。1943年（昭和18年）7月、第四水雷戦隊の解隊にともない第二水雷戦隊に編入されるも、夕暮・有明が相次いで戦没したため、最後の1年は白露型五月雨・春雨を含めて白露型4隻の駆逐隊となった。所属部隊と所属駆逐艦の変遷は以下のとおり。各艦の戦歴は各艦の項目を参照。
1935年（昭和10年）4月1日：「有明」「夕暮」で編成。第二艦隊(連合艦隊)第二航空戦隊。
1935年（昭和10年）11月15日：第一艦隊第一水雷戦隊。
1936年（昭和11年）11月1日：「白露」「時雨」を加え編成完結。
1935年（昭和11年）12月1日：第一艦隊第一水雷戦隊。
1938年（昭和13年）8月1日：第三艦隊第一水雷戦隊に編入。
1938年（昭和13年）12月15日：佐世保鎮守府に転籍、第二十七駆逐隊に改称。佐世保鎮守府予備艦。
1939年（昭和14年）3月25日：第五艦隊第五水雷戦隊。
1939年（昭和14年）11月15日：第一艦隊第一水雷戦隊に編入。
1942年（昭和17年）7月14日：第二艦隊第二水雷戦隊に編入。
1943年（昭和18年）7月16日：夕暮戦没、10月15日隊から削除。
1943年（昭和18年）7月20日：四水戦解散、第二艦隊第二水雷戦隊に編入。
1943年（昭和18年）7月28日：有明戦没、10月15日隊から削除。
1943年（昭和18年）10月1日：7月1日に解隊した第二駆逐隊より五月雨を編入。
1943年（昭和18年）11月30日：予備艦だった春雨を編入。
1944年（昭和19年）6月8日：春雨戦没、8月10日隊から削除。
1944年（昭和19年）6月15日：白露戦没、8月10日隊から削除。
1944年（昭和19年）8月26日：五月雨戦没(10月10日除籍)。
1944年（昭和19年）10月10日：解隊。時雨は所属不明のまま西村艦隊に配備。
（1944年（昭和19年）11月15日：時雨は第二十一駆逐隊に転出。以後は第二十一駆逐隊の項に譲る。）

### 第二駆逐隊
横須賀鎮守府籍の村雨・夕立・春雨・五月雨で編成。1935年（昭和10年）4月10日に解隊した峯風型駆逐艦4隻からなる先代に続く四代目の第二駆逐隊である。
1937年（昭和12年）1月7日：「村雨」「夕立」で編成。第一艦隊第一水雷戦隊。
1937年（昭和12年）1月29日：「五月雨」追加。
1937年（昭和12年）8月26日：「春雨」追加。
1937年（昭和12年）12月1日：第一艦隊第一水雷戦隊。
1938年（昭和13年）8月1日：第三艦隊第一水雷戦隊に編入。
1938年（昭和13年）12月15日：第一艦隊第一水雷戦隊に編入。
1940年（昭和15年）11月15日：第二艦隊第四水雷戦隊に編入。
1942年（昭和17年）11月13日：夕立戦没、12月15日隊から削除。
1943年（昭和18年）3月5日：村雨戦没、4月1日隊から削除。
1943年（昭和18年）7月1日：解隊。春雨は損傷修理のため第4予備艦、五月雨は四水戦附属、つづいて第二水雷戦隊附属。
（1943年（昭和18年）10月1日：五月雨を第二水雷戦隊・第二十七駆逐隊に編入。）
（1943年（昭和18年）11月30日：春雨修理完了、第二十七駆逐隊に編入。以後は上記第二十七駆逐隊の項に譲る。）

### 第二十四駆逐隊
佐世保鎮守府籍の海風・山風・江風・涼風で編成。1937年（昭和12年）5月31日に解隊した楢型駆逐艦4隻からなる先代に続く二代目の第二十四駆逐隊である。
1937年（昭和12年）5月31日：「海風」「江風」で編成。
1937年（昭和12年）6月30日：「山風」追加。
1937年（昭和12年）8月31日：「涼風」追加。
1937年（昭和12年）7月28日：連合艦隊付属となる。
1937年（昭和12年）10月20日：第二艦隊第二航空戦隊に編入。
1937年（昭和12年）12月1日：第一艦隊第一水雷戦隊に編入。
1938年（昭和13年）8月1日：第三艦隊第一水雷戦隊に編入。
1938年（昭和13年）12月15日：第一艦隊第一水雷戦隊。
1940年（昭和15年）11月15日：第二艦隊第四水雷戦隊に編入。
1942年（昭和17年）6月23日：山風戦没、8月20日隊より削除。
1942年（昭和17年）7月14日：第二艦隊第二水雷戦隊に編入。
1943年（昭和18年）8月6日：江風戦没、10月15日隊より削除。
1943年（昭和18年）11月14日：3月3日に解隊した第八駆逐隊より満潮を編入。
1944年（昭和19年）1月25日：涼風戦没、3月10日隊より削除。
1944年（昭和19年）2月1日：海風戦没(3月31日除籍)。
1944年（昭和19年）3月31日：解隊、同日附で満潮は第四駆逐隊に転出。以後は第四駆逐隊の項に譲る。